# Stenus subdepressus
Stenus subdepressus är en skalbaggsart som beskrevs av Étienne Mulsant och Claudius Rey 1861. Stenus subdepressus ingår i släktet Stenus, och familjen kortvingar. Arten har ej påträffats i Sverige.